# Мотовилово (Бузулуцький район)
Мотови́лово (рос. Мотовилово) — присілок у складі Бузулуцького району Оренбурзької області, Росія.

## Населення
Населення — 67 осіб (2010; 87 у 2002).
Національний склад (станом на 2002 рік):
- росіяни — 99 %